# Rodrigo Dourado
Rodrigo Dourado Cunha, conosciuto semplicemente come Rodrigo Dourado (Pelotas, 17 giugno 1994), è un calciatore brasiliano, centrocampista dell'Atlético San Luis.

## Carriera

### Club
Ha sempre giocato in Brasile, prima nelle giovanili del Paulista (RS) e del Progresso de Pelotas (RS), poi in quelle dell'Internacional, con cui esordisce in prima squadra il 16 settembre 2012, nel 2-2 contro lo Sport Recife. L'esordio in Coppa Libertadores è del 17 aprile 2015 contro l'Universidad de Chile. Segna il suo primo gol il 3 ottobre 2015 in campionato nel 2-1 casalingo contro lo Sport Recife.

### Nazionale
Ha fatto parte delle nazionali Under-17 e Under-23 brasiliane. Con la prima ha vinto il Sudamericano Under-17 2011 in Ecuador.
Viene convocato per le Olimpiadi 2016 in Brasile, dove gioca però solo 11 minuti nella gara del 10 agosto a Salvador (Brasile - Danimarca 4:0) quando sostituisce Renato Augusto.

## Statistiche

### Presenze nei club
Statistiche aggiornate al 30 giugno 2016.
| Stagione                 | Squadra                  | Campionato               | Campionato | Campionato | Coppe nazionali | Coppe nazionali | Coppe nazionali | Coppe continentali | Coppe continentali | Coppe continentali | Altre coppe | Altre coppe | Altre coppe | Totale | Totale | Totale |
| Stagione                 | Squadra                  | Comp                     | Pres       | Reti       | Comp            | Pres            | Reti            | Comp               | Pres               | Reti               | Comp        | Pres        | Reti        | Pres   | Reti   |        |
| ------------------------ | ------------------------ | ------------------------ | ---------- | ---------- | --------------- | --------------- | --------------- | ------------------ | ------------------ | ------------------ | ----------- | ----------- | ----------- | ------ | ------ | ------ |
| 2012                     | Internacional            | A+G                      | 1+1        | 0+0        | CB              | 0               | 0               | CL                 | 0                  | 0                  | -           | -           | -           | 2      | 0      |        |
| 2013                     | Internacional            | A+G                      | 0+2        | 0+0        | CB              | 0               | 0               | -                  | -                  | -                  | -           | -           | -           | 2      | 0      |        |
| 2014                     | Internacional            | A+G                      | 0+3        | 0+0        | CB              | 0               | 0               | CS                 | 0                  | 0                  | -           | -           | -           | 3      | 0      |        |
| 2015                     | Internacional            | A+G                      | 30+12      | 1+0        | CB              | 4               | 0               | CL                 | 8                  | 0                  | -           | -           | -           | 54     | 1      |        |
| 2016                     | Internacional            | A+G+PL                   | 23+9+3     | 0+1+1      | CB              | 4               | 0               | -                  | -                  | -                  | -           | -           | -           | 39     | 2      |        |
| 2017                     | Internacional            | B+G+PL                   | 31+15+2    | 0+3+0      | CB              | 7               | 1               | -                  | -                  | -                  | -           | -           | -           | 55     | 4      |        |
| 2018                     | Internacional            | A+G                      | 33+8       | 1+1        | CB              | 6               | 0               | -                  | -                  | -                  | -           | -           | -           | 47     | 2      |        |
| 2019                     | Internacional            | A+G                      | 1+9        | 0+0        | CB              | 1               | 0               | CL                 | 6                  | 0                  | -           | -           | -           | 17     | 0      |        |
| 2020                     | Internacional            | A+G                      | 19+0       | 3+0        | CB              | 1               | 0               | CL                 | 2                  | 0                  | -           | -           | -           | 22     | 3      |        |
| 2021                     | Internacional            | A+G                      | 29+9       | 2+3        | CB              | 0               | 0               | CL                 | 8                  | 0                  | -           | -           | -           | 46     | 5      |        |
| 2022                     | Internacional            | A+G                      | 8+6        | 0+0        | CB              | 1               | 0               | CS                 | 5                  | 3                  | -           | -           | -           | 20     | 3      |        |
| Totale Internacional     | Totale Internacional     | Totale Internacional     | 175+74+5   | 7+8+1      | -               | 24              | 1               | -                  | 29                 | 3                  | -           | -           | -           | 307    | 20     |        |
| 2022-2023                | Atlético San Luis        | PD                       | 28+3       | 0          | -               | -               | -               | -                  | -                  | -                  | -           | -           | -           | 31     | 0      |        |
| 2023-2024                | Atlético San Luis        | PD                       | 32+5       | 1          | -               | -               | -               | -                  | -                  | -                  | LC          | 2           | 0           | 39     | 1      |        |
| 2024-2025                | Atlético San Luis        | PD                       | 33+4       | 4          | -               | -               | -               | -                  | -                  | -                  | LC          | 2           | 1           | 39     | 5      |        |
| 2025-2026                | Atlético San Luis        | PD                       | 2          | 0          | -               | -               | -               | -                  | -                  | -                  | LC          | 0           | 0           | 2      | 0      |        |
| Totale Atletico San Luis | Totale Atletico San Luis | Totale Atletico San Luis | 95+12      | 5          |                 | -               | -               |                    | -                  | -                  |             | 4           | 1           | 111    | 6      |        |
| Totale carriera          | Totale carriera          | Totale carriera          | 361        | 21         | -               | 24              | 1               | -                  | 29                 | 3                  | -           | 4           | 1           | 418    | 26     |        |

| Cronologia completa delle presenze e delle reti in nazionale ― Brasile olimpica | Cronologia completa delle presenze e delle reti in nazionale ― Brasile olimpica | Cronologia completa delle presenze e delle reti in nazionale ― Brasile olimpica | Cronologia completa delle presenze e delle reti in nazionale ― Brasile olimpica | Cronologia completa delle presenze e delle reti in nazionale ― Brasile olimpica | Cronologia completa delle presenze e delle reti in nazionale ― Brasile olimpica | Cronologia completa delle presenze e delle reti in nazionale ― Brasile olimpica | Cronologia completa delle presenze e delle reti in nazionale ― Brasile olimpica |
| Data                                                                            | Città                                                                           | In casa                                                                         | Risultato                                                                       | Ospiti                                                                          | Competizione                                                                    | Reti                                                                            | Note                                                                            |
| ------------------------------------------------------------------------------- | ------------------------------------------------------------------------------- | ------------------------------------------------------------------------------- | ------------------------------------------------------------------------------- | ------------------------------------------------------------------------------- | ------------------------------------------------------------------------------- | ------------------------------------------------------------------------------- | ------------------------------------------------------------------------------- |
| 11-8-2016                                                                       | Salvador                                                                        | Danimarca olimpica                                                              | 0 – 4                                                                           | Brasile olimpica                                                                | Olimpiadi 2016 - 1°turno                                                        | -                                                                               | 79’                                                                             |
| Totale                                                                          |                                                                                 | Presenze                                                                        | 1                                                                               |                                                                                 | Reti                                                                            | 0                                                                               |                                                                                 |

## Palmarès

### Club
- Campionato Gaúcho: 5

Internacional: 2012, 2013, 2014, 2015, 2016

### Nazionale
- Campionato sudamericano Under-17: 1

2011
- Oro olimpico: 1

Rio de Janeiro 2016